# Borgen
Borgen là một làng nằm ở Na Uy.